# Championnat d'Allemagne de football de deuxième division 1959-1960
Navigation
2. Oberliga
1958-1959 2. Oberligen
1960-1961
La 2. Oberliga 1959-1960 fut la 11e saison de 2. Oberliga (parfois également appelée II. Division), une ligue située au 2e échelon du football allemand dans certaines régions. Lors de la saison 1949-1950, seule l'Ouest de l'Allemagne (Land de Rhénanie du Nord-Wesphalie) disposait d'une 2. Oberliga à deux sous-groupes. La compétition passera à un format à un groupe unique à partir de la saison 1952-1953. L'Allemagne du Sud (Länder de Hesse, Bade-Wurtemberg et Bavière) suit le mouvement et introduit sa propre 2. Oberliga pour la saison 1950-1951, et l'Allemagne du Sud-Ouest (Land de Rhénanie-Palatinat et protectorat puis Land de Sarre) suivra la saison suivante. En Allemagne du Nord (Länder de Basse-Saxe et de Schleswig-Holstein ainsi que villes libres de Hambourg et Brême), et à Berlin-Ouest, ce sont les Amateurligen qui jouaient le rôle de 2de division.

## 2. Oberliga West
Le 2. Oberliga West 1959-1960 fut une ligue située au 2e niveau de la hiérarchie du football ouest-allemand.
Ce fut la 11e édition de cette ligue qui couvrait le même territoire que l'Oberliga West, c'est-à-dire le Land de Rhénanie du Nord-Wesphalie, donc les clubs affiliés à une des trois fédérations composant la Westdeutscher Fußball-und Leichtathletikverband (WFLV).
Les deux premiers furent promus en Oberliga West pour la saison suivante.

### Compétition

#### Légende
| Légende       |                                                                    |
| C             | Champion 2. Liga West & promu en Oberliga West la saison suivante. |
| P             | promu en Oberliga West la saison suivante.                         |
| R             | relégué vers les séries de Verbandsliga pour la saison suivante.   |
| en diminution | club relégué de l'Oberliga West depuis la saison précédente        |

#### Classement
|   |    |                            | M  | G  | N  | P  | +  | -  | Avg  | Pts |
| - | -- | -------------------------- | -- | -- | -- | -- | -- | -- | ---- | --- |
| C | 1  | SV Sodingen                | 30 | 17 | 7  | 6  | 55 | 29 | 1,90 | 41  |
| P | 2  | TSV Marl-Hüls              | 30 | 16 | 9  | 5  | 66 | 37 | 1,78 | 41  |
|   | 3  | Wuppertaler SV             | 30 | 19 | 3  | 8  | 73 | 44 | 1,66 | 41  |
|   | 4  | Bonner FV 01               | 30 | 14 | 5  | 11 | 45 | 57 | 0,79 | 33  |
|   | 5  | SV Bayer 04 Leverkusen     | 30 | 11 | 9  | 10 | 58 | 52 | 1,12 | 31  |
|   | 6  | VfB Bottrop                | 30 | 9  | 12 | 9  | 39 | 43 | 0,91 | 30  |
|   | 7  | SpVgg Herten 07/12         | 30 | 9  | 11 | 10 | 34 | 37 | 0,92 | 29  |
|   | 8  | Sportfreunde Gladbeck      | 30 | 10 | 8  | 12 | 45 | 48 | 0,94 | 28  |
|   | 9  | STV Horst-Emscher          | 30 | 11 | 6  | 13 | 38 | 41 | 0,93 | 28  |
|   | 10 | SG Eintracht Gelsenkirchen | 30 | 8  | 12 | 10 | 56 | 65 | 0,85 | 28  |
|   | 11 | Dortmunder SC 95           | 30 | 11 | 5  | 14 | 58 | 71 | 0,82 | 27  |
|   | 12 | VfL Benrath                | 30 | 9  | 8  | 13 | 45 | 49 | 0,92 | 26  |
|   | 13 | SpVgg Erkenschwick         | 30 | 10 | 6  | 14 | 54 | 60 | 0,90 | 26  |
|   | 14 | TuS Duisburg 48/99         | 30 | 8  | 9  | 13 | 48 | 54 | 0,84 | 25  |
| R | 15 | BV Union 05 Krefeld        | 30 | 8  | 8  | 14 | 57 | 62 | 0,92 | 24  |
| R | 16 | Rheydter SpV               | 30 | 7  | 8  | 15 | 42 | 64 | 0,66 | 22  |

### Relégués d'Oberliga
À la fin de cette saison, les équipes qui descendirent d'Oberliga West furent:
- Fortuna Düsseldorf
- Schwarz-Weiss Essen

### Montants des séries inférieures
À la fin de cette saison, les deux derniers classés furent relégués vers les séries de Verbandsligen et remplacés par:
- BV Osterfeld
- SSV Hagen

#### Résultats du tour final des Verbandsligen
| Légende |                                                     |
| P       | club promu en 2. Oberliga West, la saison suivante. |

Le tour final concerna les trois champions des Verbandsligen ("Mittelrhein", "Niederrhein" et "Westfalen"). 
- Tour final:

|   |   |                  | M | G | N | P | + | - | Avg  | Pts |
| - | - | ---------------- | - | - | - | - | - | - | ---- | --- |
| P | 1 | BV Osterfeld     | 2 | 2 | 0 | 0 | 4 | 2 | 2,00 | 4   |
|   | 2 | BV Selm          | 2 | 1 | 0 | 1 | 3 | 2 | 1,50 | 2   |
|   | 3 | SV Baesweiler 09 | 2 | 0 | 0 | 2 | 3 | 6 | 0,50 | 0   |

Le BV Selm et le SV Baesweiler 09 renoncèrent à la promotion. Le SSV Hagen, vice-champion de la Verbandsliga Westfalen fut le 2e montant.

## 2. Oberliga Südwest
Le 2. Oberliga Südwest 1959-1960 est une ligue située au 2e niveau de la hiérarchie du football ouest-allemand.
Ce fut la 9e édition de cette ligue qui couvrait le même territoire que l'Oberliga Südwest, c'est-à-dire les Länder de Sarre et de Rhénanie-Palatinat, donc pour les clubs affiliés à la Fußball-Regional-Verband Südwest (FRVS).
Les deux premiers classés furent promus en Oberliga Südwest pour la saison suivante.

### Compétition

#### Légende
| Légende         |                                                                          |
| C               | Champion 2. Liga Südwest & promu en Oberliga Südwest la saison suivante. |
| P               | promu en Oberliga Südwest la saison suivante                             |
| R               | Relégué en vers les séries inférieures en vue de la saison suivante      |
| en diminution   | club relégué de l'Oberliga Südwest depuis la saison précédente           |
| en augmentation | club promu des séries inférieures depuis la saison précédente.           |

#### Classement
|   |    |                      | M  | G  | N  | P  | +  | -  | Avg  | Pts |
| - | -- | -------------------- | -- | -- | -- | -- | -- | -- | ---- | --- |
| C | 1  | SV Niederlahnstein   | 30 | 17 | 7  | 6  | 68 | 40 | 1,70 | 41  |
| Q | 2  | TuS Neuendorf        | 30 | 18 | 4  | 8  | 64 | 38 | 1,68 | 40  |
|   | 3  | BSC 1914 Oppau       | 30 | 17 | 4  | 9  | 59 | 47 | 1,26 | 38  |
|   | 4  | SC Viktoria Sulzbach | 30 | 11 | 11 | 8  | 56 | 41 | 1,37 | 33  |
|   | 5  | FV Engers 07         | 30 | 13 | 7  | 10 | 57 | 48 | 1,19 | 33  |
|   | 6  | SpVgg Weisenau       | 30 | 12 | 8  | 10 | 58 | 48 | 1,21 | 32  |
|   | 7  | SV St. Ingbert       | 30 | 11 | 9  | 10 | 54 | 49 | 1,10 | 31  |
|   | 8  | SC Friedrichsthal    | 30 | 12 | 7  | 11 | 64 | 65 | 0,98 | 31  |
|   | 9  | BFV Hassia Bingen    | 30 | 12 | 5  | 13 | 63 | 61 | 1,03 | 29  |
|   | 10 | ASC Dudweiler        | 30 | 11 | 7  | 12 | 40 | 45 | 0,89 | 29  |
|   | 11 | SV Ludweiler-Warndt  | 30 | 11 | 6  | 13 | 50 | 50 | 1,00 | 28  |
|   | 12 | SpVgg Andernach      | 30 | 11 | 4  | 15 | 54 | 63 | 0,86 | 26  |
|   | 13 | TSC Zweibrücken      | 30 | 9  | 8  | 13 | 47 | 70 | 0,67 | 26  |
|   | 14 | VfB Theley           | 30 | 10 | 4  | 16 | 44 | 70 | 0,63 | 24  |
| R | 15 | FC 08 Homburg        | 30 | 8  | 5  | 17 | 47 | 58 | 0,81 | 21  |
| R | 16 | ASV Landau           | 30 | 7  | 4  | 19 | 37 | 69 | 0,54 | 18  |

### Relégués de l'Oberliga Südwest
En fin de saison, les deux clubs suivants furent relégués depuis l'Oberliga Südwest:
- VfR Kaiserslautern
- FV Speyer

### Montants des séries inférieures
Les deux derniers classés furent relégués vers les séries inférieures et, en vue de la saison suivante, furent remplacées par:
- FSV Schifferstadt
- FC Germania Metternich

#### Résultats du tour final des Amateurligen
| Légende |                                                   |
| P       | Promu en 2. Oberliga Südwest, la saison suivante. |

|   |   |                        | M | G | N | P | +  | -  | Avg  | Pts |
| - | - | ---------------------- | - | - | - | - | -- | -- | ---- | --- |
| P | 1 | FSV Schifferstadt      | 4 | 3 | 0 | 1 | 11 | 7  | 1,57 | 6   |
| P | 2 | FC Germania Metternich | 4 | 2 | 0 | 2 | 7  | 13 | 0,54 | 4   |
|   | 3 | SV 06 Völklingen       | 4 | 1 | 0 | 3 | 8  | 6  | 1,33 | 2   |

## 2. Oberliga Süd
Pour un article plus général, voir Zweite Oberliga Sud (1950-1963).
Le 2. Oberliga Süd 1959-1960 fut une ligue située au 2e niveau de la hiérarchie du football ouest-allemand.
Ce fut la 10e édition de cette ligue qui couvrait le même territoire que l'Oberliga Süd, c'est-à-dire les Länder de Bade-Wurtemberg, de Bavière et de Hesse.
Les deux premiers classés furent promus en Oberliga Süd pour la saison suivante.

### Compétition

#### Légende
| Légende         |                                                                        |
| C               | Champion 2. Liga Süd & promu en Oberliga Süd la saison suivante.       |
| P               | promu en Oberliga Süd la saison suivante                               |
| R               | Relégué vers les séries de 1. Amateurliga en vue de la saison suivante |
| en diminution   | club relégué de l'Oberliga Süd depuis la saison précédente             |
| en augmentation | club promu des séries de 1. Amateurliga depuis la saison précédente    |

#### Classement
|   |    |                          | M  | G  | N  | P  | +  | -  | Avg  | Pts |
| - | -- | ------------------------ | -- | -- | -- | -- | -- | -- | ---- | --- |
| C | 1  | SV 07 Waldhof            | 34 | 19 | 7  | 8  | 71 | 43 | 1,65 | 45  |
| P | 2  | SSV Jahn Regensburg      | 34 | 20 | 4  | 10 | 64 | 37 | 1,73 | 44  |
|   | 3  | SV Wiesbaden             | 34 | 19 | 6  | 9  | 82 | 52 | 1,58 | 44  |
|   | 4  | VfB Hemlbrechts          | 34 | 18 | 6  | 10 | 74 | 61 | 1,21 | 42  |
|   | 5  | SpVgg Bayreuth           | 34 | 19 | 2  | 13 | 83 | 63 | 1,32 | 40  |
|   | 6  | BC Augsburg              | 34 | 16 | 5  | 13 | 81 | 60 | 1,35 | 37  |
|   | 7  | KSV Hessen Kassel        | 34 | 15 | 5  | 14 | 48 | 52 | 0,92 | 35  |
|   | 8  | TSV 1861 Straubing       | 34 | 16 | 3  | 15 | 68 | 86 | 0,79 | 35  |
|   | 9  | 1. FC Pforzheim          | 34 | 12 | 8  | 14 | 62 | 74 | 0,84 | 32  |
|   | 10 | SV Darmstadt 98          | 34 | 11 | 10 | 13 | 48 | 63 | 0,76 | 32  |
|   | 11 | Freiburger FC            | 34 | 13 | 5  | 16 | 62 | 61 | 1,02 | 31  |
|   | 12 | VfL 07 Neustadt/Coburg   | 34 | 12 | 7  | 15 | 50 | 55 | 0,91 | 31  |
|   | 13 | SpVgg Amicitia Viernheim | 34 | 13 | 4  | 17 | 54 | 74 | 0,73 | 30  |
|   | 14 | FC Singen 04             | 34 | 12 | 4  | 18 | 54 | 74 | 0,73 | 30  |
|   | 15 | ASV Cham                 | 34 | 13 | 2  | 19 | 58 | 66 | 0,88 | 28  |
|   | 16 | SpVgg 03 Neu-Isenburg    | 34 | 10 | 7  | 17 | 43 | 55 | 0,78 | 27  |
| R | 17 | FC Hanau 93              | 34 | 9  | 8  | 17 | 49 | 65 | 0,75 | 26  |
| R | 18 | 1. FC 01 Bamberg         | 34 | 8  | 9  | 17 | 42 | 72 | 0,58 | 25  |

## Relégués d'Oberliga
À la fin de cette saison, les clubs qui descendirent d'Oberliga Süd furent:
- SV Viktoria 01 Aschaffenburg
- SV Stuttgarter Kickers

### Montants des séries inférieures
En vue de la saison suivante, les deux derniers classés de 2. Liga Süd furent relégués vers les séries d'Amateurliga et remplacés par :
- TSV Schwaben Augsburg
- SC Borussia 04 Fulda

#### Résultats du tour final des Amateurligen
| Légende       |                                                           |
| P             | club promu en 2. Oberliga Süd, la saison suivante.        |
| en diminution | club relégué de la 2. Oberliga Süd, la saison précédente. |

Le tour final concerna les champions des cinq Amateurligen ("Baden", "Bayern", "Hessen", "Südbaden", "Württemberg") et les vice-champions des Amateurligen  "Bayern", "Hessen" et "Württemberg".
- Tour final, Groupe 1

|   |   |                         | M | G | N | P | +  | -  | Avg  | Pts |
| - | - | ----------------------- | - | - | - | - | -- | -- | ---- | --- |
| P | 1 | TSV Schwaben Augsburg   | 6 | 3 | 3 | 0 | 15 | 6  | 2,50 | 9   |
|   | 2 | VfB Stuttgart Amateure  | 6 | 1 | 4 | 1 | 9  | 8  | 1,13 | 6   |
|   | 3 | SpVgg 05 Bad Homburg    | 6 | 2 | 1 | 3 | 9  | 17 | 0,53 | 5   |
|   | 4 | Mannheimer FC Phönix 02 | 6 | 1 | 2 | 3 | 8  | 10 | 0,80 | 4   |

- Tour final, Groupe 2

|   |   |                      | M | G | N | P | +  | -  | Avg  | Pts |
| - | - | -------------------- | - | - | - | - | -- | -- | ---- | --- |
| P | 1 | SC Borussia 04 Fulda | 6 | 3 | 2 | 1 | 11 | 4  | 2,75 | 8   |
|   | 2 | Offenburger FV       | 6 | 3 | 1 | 2 | 10 | 10 | 1,00 | 7   |
|   | 3 | 1. FC Lichtenfels    | 6 | 3 | 0 | 3 | 10 | 10 | 1,00 | 6   |
|   | 4 | SC Geislingen        | 6 | 1 | 1 | 4 | 5  | 12 | 0,42 | 3   |